# Хуторянський заказник
Хуторянський заказник — гідрологічний заказник місцевого значення. Об'єкт розташований на території Звенигородського району Черкаської області, село Попівка.
Площа — 24,9 га, статус отриманий у 1998 році.